# Су, Абдулайе Секу
Абдулайе Секу Су (фр. Abdoulaye Sékou Sow; 1931, Бамако, Французский Судан — 27 мая 2013, Бамако, Мали) — малийский государственный деятель, премьер-министр Мали (1993—1994).

## Биография
В 1955 г. окончил факультет литературы и гуманитарных наук Университета Монпелье III по специальности «философия», факультет психологии и педагогики в Высшей нормальной школы (Фонтенэ-Сен-Клу). Затем получил юридическое и экономическое образование в Париже со степенью доктора публичного права, а также допуском к адвокатской деятельности.
После возвращения в Мали поступил на государственную службу, являлся первым директором департамента туризма.
- 1968—1969 гг. — директор Школы национальной администрации, затем — технический советник Министерства промышленного развития, энергетики и горнодобывающей промышленности,
- 1976—1977 гг. — вновь директор Школы национальной администрации,
- 1977 г. — ушел с государственной службы и работал нотариусом.

После падения режима генерала Мусы Траоре в 1991 г. стал одним из основателей партии Альянс за демократию в Мали.
- 1992—1993 гг. — государственный министр обороны,
- 1993—1994 гг. — премьер-министр и министр обороны Мали.

После ухода в отставку вновь работал нотариусом. Был редактором нескольких журналов: «Revue du citoyen» и «Études et documents», а также многих работа по вопросам государственного управления и административного права.
В апреле 2003 г. был назначен членом Конституционного суда Мали.